# Казе Бручате (Пескара)
Казе Бручате (итал. Case Bruciate) је насеље у Италији у округу Пескара, региону Абруцо.
Према процени из 2011. у насељу је живело 24 становника. Насеље се налази на надморској висини од 361 м.